# Seznam dílů seriálu Deník zasloužilé matky
Toto je seznam dílů seriálu Deník zasloužilé matky. Americký sitcom Deník zasloužilé matky měl premiéru v letech 2001–2007, prvních pět řad na americké stanici The WB, závěrečná série na stanici The CW.

## Přehled řad
| Řada | Díly | Premiéra v USA     | Premiéra v USA  | Premiéra v ČR    | Premiéra v ČR    | Stanice v USA |
| Řada | Díly | První díl          | Poslední díl    | První díl        | Poslední díl     | Stanice v USA |
| ---- | ---- | ------------------ | --------------- | ---------------- | ---------------- | ------------- |
| 1    | 22   | 5. října 2001      | 10. května 2002 | 24. dubna 2009   | 27. května 2009  | The WB        |
| 2    | 25   | 20. září 2002      | 9. května 2003  | 28. května 2009  | 1. července 2009 | The WB        |
| 3    | 23   | 12. září 2003      | 14. května 2004 | 2. července 2009 | 4. srpna 2009    | The WB        |
| 4    | 22   | 17. září 2004      | 20. května 2005 | 5. srpna 2009    | 3. září 2009     | The WB        |
| 5    | 22   | 16. září 2005      | 5. května 2006  | 4. září 2009     | 6. října 2009    | The WB        |
| 6    | 13   | 19. listopadu 2006 | 18. února 2007  | 7. října 2009    | 23. října 2009   | The CW        |

## Seznam dílů

### První řada (2001–2002)
| Č. v seriálu | Č. v řadě | Původní název                        | Český název                      | Režie                  | Scénář                           | Premiéra v USA (The WB) | Premiéra v ČR   |
| ------------ | --------- | ------------------------------------ | -------------------------------- | ---------------------- | -------------------------------- | ----------------------- | --------------- |
| 1            | 1         | Pilot                                | —                                | James Widdoes          | Allison M. Gibson                | 5. října 2001           | 24. dubna 2009  |
| 2            | 2         | The Honeymoon's Over or Now What?    | Líbánky skončily, a co bude dál? | Gail Mancuso           | Allison M. Gibson                | 12. října 2001          | 27. dubna 2009  |
| 3            | 3         | Someone's at the Gyno with Reba      | Návštěva gynekologa              | Gail Mancuso           | Allison M. Gibson a Eric Horsted | 19. října 2001          | 28. dubna 2009  |
| 4            | 4         | You Make Me Sick                     | Je mi z tebe zle                 | Leonard R. Garner, Jr. | Patti Carr a Lara Runnels        | 26. října 2001          | 29. dubna 2009  |
| 5            | 5         | The Steaks Are High                  | Není salát jako salát            | Leonard R. Garner, Jr. | Robert Peacock                   | 2. listopadu 2001       | 30. dubna 2009  |
| 6            | 6         | The Man and the Moon                 | Ach, ti muži                     | Leonard R. Garner, Jr. | Chris Alberghini a Mike Chessler | 9. listopadu 2001       | 4. května 2009  |
| 7            | 7         | Tea and Antipathy                    | Něco za něco                     | Leonard R. Garner, Jr. | Chris Alberghini a Mike Chessler | 16. listopadu 2001      | 5. května 2009  |
| 8            | 8         | Don't Know Much About History        | Propadám z dějepisu              | Gary Shimokawa         | Mike Larsen                      | 16. listopadu 2001      | 6. května 2009  |
| 9            | 9         | Every Picture Tells a Story          | Každá fotografie má svůj příběh  | Gary Shimokawa         | Gary H. Miller                   | 14. prosince 2001       | 7. května 2009  |
| 10           | 10        | When Good Credit Goes Bad            | Když máte prázdný účet           | Ellen Gittelsohn       | Patti Carr a Lara Runnels        | 11. ledna 2002          | 11. května 2009 |
| 11           | 11        | Meet the Parents                     | Seznam se s rodiči               | Richard Correll        | Allison M. Gibson                | 18. ledna 2002          | 12. května 2009 |
| 12           | 12        | A Mid-Semester's Night Dream         | Sen noci pololetní               | Linda Day              | Robert Peacock                   | 25. ledna 2002          | 13. května 2009 |
| 13           | 13        | Brock's Swan Song                    | Brockova labutí píseň            | Gail Mancuso           | Gary H. Miller                   | 1. února 2002           | 14. května 2009 |
| 14           | 14        | The Story of a Divorce               | Příběh jednoho rozvodu           | Amanda Bearse          | Chris Alberghini a Mike Chessler | 15. února 2002          | 15. května 2009 |
| 15           | 15        | You May Kick the Bride               | Svatba                           | Gail Mancuso           | Patricia Carr                    | 22. února 2002          | 18. května 2009 |
| 16           | 16        | Vanny Dearest                        | Nejdražší Vanny                  | Dana De Vally Piazza   | Eric Horsted                     | 15. března 2002         | 19. května 2009 |
| 17           | 17        | He's Having a Baby                   | Lepší táta                       | Dana De Vally Piazza   | Heather Wordham                  | 12. dubna 2002          | 20. května 2009 |
| 18           | 18        | She Works Hard for Their Money       | Výchovné zásady                  | Gail Mancuso           | Chris Atwood                     | 19. dubna 2002          | 21. května 2009 |
| 19           | 19        | Labor of Love                        | Radostná dřina                   | Ellen Gittelsohn       | Miriam Trogdon                   | 26. dubna 2002          | 22. května 2009 |
| 20           | 20        | The King and I                       | Král a já                        | Amanda Bearse          | Gary H. Miller                   | 3. května 2002          | 25. května 2009 |
| 21           | 21        | Up a Tree House with a Paddle        | Velké nesnáze                    | Amanda Bearse          | Robert Peacock                   | 10. května 2002         | 26. května 2009 |
| 22           | 22        | It Ain't Over Till the Redhead Sings | Slavnostní předávání diplomů     | Amanda Bearse          | Allison M. Gibson                | 10. května 2002         | 27. května 2009 |

### Druhá řada (2002–2003)
| Č. v seriálu | Č. v řadě | Původní název                         | Český název             | Režie                  | Scénář                                    | Premiéra v USA (The WB) | Premiéra v ČR                 |
| ------------ | --------- | ------------------------------------- | ----------------------- | ---------------------- | ----------------------------------------- | ----------------------- | ----------------------------- |
| 23           | 1         | House Rules                           | Domácí pravidla         | Will Mackenzie         | Kevin Abbott                              | 20. září 2002           | 28. května 2009               |
| 24           | 2         | Skating Away                          | Bruslení                | Will Mackenzie         | Matt Berry                                | 27. září 2002           | 29. května 2009               |
| 25           | 3         | Proud Reba                            | Hrdá Reba               | Gail Mancuso           | Chris Case                                | 4. října 2002           | 1. června 2009                |
| 26           | 4         | Reba Works for Brock                  | Reba pracuje pro Brocka | Katy Garretson         | Patti Carr a Lara Runnels                 | 11. října 2002          | 2. června 2009                |
| 27           | 5         | It's Jake's Party, Cry If You Want To | Jake slaví narozeniny   | Katy Garretson         | Christopher Lehr                          | 18. října 2002          | 3. června 2009                |
| 28           | 6         | Safe Dating                           | Kyra má kluka           | Leslie Kolins Small    | Ari Posner a Eric Preven                  | 1. listopadu 2002       | 4. června 2009                |
| 29           | 7         | Mommy Nearest                         | Pomocnice v domácnosti  | Jack Kenny             | Pat Bullard                               | 8. listopadu 2002       | 5. června 2009                |
| 30           | 8         | Switch                                | Reba randí              | Katy Garretson         | Stevie Ray Fromstein                      | 15. listopadu 2002      | 8. června 2009                |
| 31–32        | 910       | Ring-a-Ding                           | Cinky linky             | Will Mackenzie         | Matt Berry                                | 22. listopadu 2002      | 9. června 200910. června 2009 |
| 33           | 11        | Cookies for Santa                     | Cukroví pro Santu       | Leonard R. Garner, Jr. | Matt Berry                                | 13. prosince 2002       | 11. června 2009               |
| 34           | 12        | A Moment in Time                      | Rodinný odkaz           | Leonard R. Garner, Jr. | Chris Case                                | 10. ledna 2003          | 12. června 2009               |
| 35           | 13        | The Vasectomy                         | Kolik budeme mít dětí?  | Will Mackenzie         | Patti Carr a Lara Runnels                 | 17. ledna 2003          | 15. června 2009               |
| 36           | 14        | The Rings                             | Zásnubní prsten         | Jack Kenny             | Patti Carr a Lara Runnels                 | 24. ledna 2003          | 16. června 2009               |
| 37           | 15        | Seeing Red                            | Zrzka kam se podíváš    | Will Mackenzie         | námět: Jessie Abbott scénář: Kevin Abbott | 31. ledna 2003          | 17. června 2009               |
| 38           | 16        | Terry Holliway                        | Terry Holliway          | Will Mackenzie         | Matt Berry                                | 7. února 2003           | 18. června 2009               |
| 39           | 17        | Valentine's Day                       | Svátek zamilovaných     | Will Mackenzie         | Patti Carr a Lara Runnels                 | 14. února 2003          | 19. června 2009               |
| 40           | 18        | The Feud                              | Soudní spor             | Will Mackenzie         | Ari Posner a Eric Preven                  | 21. února 2003          | 22. června 2009               |
| 41           | 19        | And the Grammy Goes to…               | Přijela babička         | Gail Mancuso           | Kevin Abbott                              | 28. února 2003          | 23. června 2009               |
| 42           | 20        | The Wall                              | Zeď                     | Will Mackenzie         | Chris Case                                | 7. března 2003          | 24. června 2009               |
| 43           | 21        | The Best Defense                      | Kurz sebeobrany         | Ellen Gittelsohn       | Steve Stajich                             | 14. března 2003         | 25. června 2009               |
| 44           | 22        | For Sale, Cheap                       | Školní dražba           | Ellen Gittelsohn       | Christopher Lehr                          | 28. března 2003         | 26. června 2009               |
| 45           | 23        | The Will                              | Poslední vůle           | Moosie Drier           | Chris Case                                | 25. dubna 2003          | 29. června 2009               |
| 46           | 24        | Location, Location, Location          | Nevhodně umístěný dům   | Leslie Kolins Small    | Matt Berry                                | 2. května 2003          | 30. června 2009               |
| 47           | 25        | Your Place or Mine                    | U tebe, nebo u mě?      | Jack Kenny             | Pat Bullard a Kevin Abbott                | 9. května 2003          | 1. července 2009              |

### Třetí řada (2003–2004)
| Č. v seriálu | Č. v řadě | Původní název               | Český název               | Režie                             | Scénář                    | Premiéra v USA (The WB) | Premiéra v ČR                    |
| ------------ | --------- | --------------------------- | ------------------------- | --------------------------------- | ------------------------- | ----------------------- | -------------------------------- |
| 48–49        | 12        | She's Leaving Home, Bye Bye | Kyra odchází              | Will Mackenzie                    | Kevin Abbott              | 12. září 2003           | 2. července 20093. července 2009 |
| 50           | 3         | War and Peace               | Vojna a mír               | Will Mackenzie                    | Matt Berry a Chris Case   | 19. září 2003           | 7. července 2009                 |
| 51           | 4         | The Best and the Blondest   | Kariéra snů               | Will Mackenzie                    | Matt Berry                | 26. září 2003           | 8. července 2009                 |
| 52           | 5         | Spies Like Reba             | Reba špionkou             | Will Mackenzie                    | Patti Carr a Lara Runnels | 3. října 2003           | 9. července 2009                 |
| 53           | 6         | Calling the Pot Brock       | Brockova pohnutá minulost | Will Mackenzie                    | Matt Berry                | 10. října 2003          | 10. července 2009                |
| 54           | 7         | Encounters                  | Střetnutí                 | Will Mackenzie                    | Chris Case                | 17. října 2003          | 13. července 2009                |
| 55           | 8         | The Ghost and Mrs. Hart     | Strašidelný dům           | Will Mackenzie a Christopher Rich | Patti Carr a Lara Runnels | 31. října 2003          | 14. července 2009                |
| 56           | 9         | The Cat's Meow              | Úžasná rodinka            | Will Mackenzie                    | Pat Bullard               | 7. listopadu 2003       | 15. července 2009                |
| 57           | 10        | Regarding Henry             | Nezapomeň na Henryho      | Keith Samples                     | Steve Stajich             | 14. listopadu 2003      | 16. července 2009                |
| 58           | 11        | The Great Race              | Velký závod               | Will Mackenzie                    | Matt Berry                | 21. listopadu 2003      | 17. července 2009                |
| 59           | 12        | All Growed Up               | Životní zkouška           | Will Mackenzie                    | Chris Case                | 9. ledna 2004           | 20. července 2009                |
| 60           | 13        | The United Front            | Kyra má rande             | Will Mackenzie                    | Patti Carr a Lara Runnels | 16. ledna 2004          | 21. července 2009                |
| 61           | 14        | To Tell You the Truth       | Mluviti pravdu            | Will Mackenzie                    | Christopher Lehr          | 23. ledna 2004          | 22. července 2009                |
| 62           | 15        | Brock's Mulligan            | Brockova druhá šance      | Will Mackenzie                    | Matt Berry                | 30. ledna 2004          | 23. července 2009                |
| 63           | 16        | The Shirt Off My Back       | Moje poslední košile      | Will Mackenzie                    | Clarence Pruitt           | 6. února 2004           | 24. července 2009                |
| 64           | 17        | Sister Act                  | Sesterská láska           | Will Mackenzie                    | Chris Atwood              | 13. února 2004          | 27. července 2009                |
| 65           | 18        | Fight or Flight             | Bojuj, nebo uteč          | Will Mackenzie                    | Matt Berry                | 20. února 2004          | 28. července 2009                |
| 66           | 19        | The Big Fix Up              | Manželská strategie       | Will Mackenzie                    | Pat Bullard               | 19. března 2004         | 29. července 2009                |
| 67           | 20        | The Good Girl               | Hodná holka               | Marian Deaton                     | Chris Case                | 26. března 2004         | 30. července 2009                |
| 68           | 21        | Happy Pills                 | Pilulky štěstí            | Will Mackenzie                    | Kevin Abbott              | 30. dubna 2004          | 31. července 2009                |
| 69           | 22        | Girl's Night Out            | Cheyenne slaví narozeniny | Keith Samples                     | Patti Carr a Lara Runnels | 7. května 2004          | 3. srpna 2009                    |
| 70           | 23        | Core Focus                  | Manuál na použití manžela | Will Mackenzie                    | Kevin Abbott a Matt Berry | 14. května 2004         | 4. srpna 2009                    |

### Čtvrtá řada (2004–2005)
| Č. v seriálu | Č. v řadě | Původní název               | Český název                    | Režie             | Scénář                                                            | Premiéra v USA (The WB) | Premiéra v ČR  |
| ------------ | --------- | --------------------------- | ------------------------------ | ----------------- | ----------------------------------------------------------------- | ----------------------- | -------------- |
| 71           | 1         | The Accidental Role Model   | Krize středního věku podruhé   | Will Mackenzie    | Kevin Abbott                                                      | 17. září 2004           | 5. srpna 2009  |
| 72           | 2         | Mother's Intuition          | Mateřská intuice               | Will Mackenzie    | Matt Berry                                                        | 24. září 2004           | 6. srpna 2009  |
| 73           | 3         | The Two Girl Theory         | Ve dvou se to lépe táhne       | Will Mackenzie    | Donald Beck                                                       | 1. října 2004           | 7. srpna 2009  |
| 74           | 4         | Van's Agent                 | Vanova agentka                 | Will Mackenzie    | Christopher Case                                                  | 8. října 2004           | 10. srpna 2009 |
| 75           | 5         | Surprise                    | Překvapení                     | Will Mackenzie    | Matt Berry                                                        | 15. října 2004          | 11. srpna 2009 |
| 76           | 6         | Couples' Therapy            | Párová terapie                 | Will Mackenzie    | Patti Carr a Lara Runnels                                         | 22. října 2004          | 12. srpna 2009 |
| 77           | 7         | All Fore One                | Těžká volba                    | Will Mackenzie    | Pat Bullard                                                       | 5. listopadu 2004       | 13. srpna 2009 |
| 78           | 8         | Hello, I Must Be Going      | Kyra se vrací                  | Robbie Countryman | Chris Atwood                                                      | 12. listopadu 2004      | 14. srpna 2009 |
| 79           | 9         | Thanksgiving                | Kdo bude péct krocana?         | Will Mackenzie    | Christopher Case                                                  | 19. listopadu 2004      | 17. srpna 2009 |
| 80           | 10        | No Boys Upstairs            | Malý udavač                    | Will Mackenzie    | Donald Beck                                                       | 14. ledna 2005          | 18. srpna 2009 |
| 81           | 11        | Diamond Jim Brady           | Van boháčem                    | Will Mackenzie    | Matt Berry                                                        | 21. ledna 2005          | 19. srpna 2009 |
| 82           | 12        | Reba and the Nanny          | Reba a chůva                   | Will Mackenzie    | Patti Carr a Lara Runnels                                         | 28. ledna 2005          | 20. srpna 2009 |
| 83           | 13        | Date of Mirth               | Veselé rande                   | Will Mackenzie    | Kevin Abbott                                                      | 4. února 2005           | 21. srpna 2009 |
| 84           | 14        | Reba the Realtor            | Reba, realitní agentka         | Jack Kenny        | Chris Atwood                                                      | 11. února 2005          | 24. srpna 2009 |
| 85           | 15        | Flowers for Van             | Květiny pro Vana               | Jack Kenny        | Christopher Case                                                  | 18. února 2005          | 25. srpna 2009 |
| 86           | 16        | Who Killed Brock?           | Kdo zabil Brocka               | Will Mackenzie    | námět: Mike Montesano scénář: Clarence Pruitt a David Schladwiler | 25. února 2005          | 26. srpna 2009 |
| 87           | 17        | The Pageant of Grandmas     | Miss babička                   | Robbie Countryman | Donald Beck                                                       | 8. dubna 2005           | 27. srpna 2009 |
| 88           | 18        | Reba's Rules of Real Estate | Zákony realitního trhu         | Will Mackenzie    | Patti Carr a Lara Runnels                                         | 15. dubna 2005          | 28. srpna 2009 |
| 89           | 19        | Driving Miss Kyra           | Řidička Kyra                   | Will Mackenzie    | Stevie Ray Fromstein a Steve Stajich                              | 29. dubna 2005          | 31. srpna 2009 |
| 90           | 20        | Go Far                      | Fotbalista                     | Will Mackenzie    | Pat Bullard                                                       | 6. května 2005          | 1. září 2009   |
| 91           | 21        | Help Wanted                 | Hledám výpomoc                 | Will Mackenzie    | Christopher Case, Patti Carr a Lara Runnels                       | 13. května 2005         | 2. září 2009   |
| 92           | 22        | Hello, My Name Is Cheyenne  | Dobrý den, jmenuji se Cheyenne | Will Mackenzie    | Matt Berry                                                        | 20. května 2005         | 3. září 2009   |

### Pátá řada (2005–2006)
| Č. v seriálu | Č. v řadě | Původní název                    | Český název                       | Režie             | Scénář                                                      | Premiéra v USA (The WB) | Premiéra v ČR |
| ------------ | --------- | -------------------------------- | --------------------------------- | ----------------- | ----------------------------------------------------------- | ----------------------- | ------------- |
| 93           | 1         | Where There's Smoke              | Tam, kde se kouří                 | Robbie Countryman | Clarence Pruitt a Aimee Jones                               | 16. září 2005           | 4. září 2009  |
| 94           | 2         | Reba and the One                 | Reba a pan božský                 | Robbie Countryman | Patti Carr a Lara Runnels                                   | 23. září 2005           | 7. září 2009  |
| 95           | 3         | As Is                            | Bez záruky                        | Robbie Countryman | Pat Bullard a Chris Atwood                                  | 30. září 2005           | 8. září 2009  |
| 96           | 4         | And God Created Van              | A Bůh stvořil Vana                | Robbie Countryman | Donald Beck                                                 | 7. října 2005           | 9. září 2009  |
| 97           | 5         | No Good Deed                     | Není dobrých skutků               | Christopher Rich  | Steve Stajich                                               | 14. října 2005          | 10. září 2009 |
| 98           | 6         | Best Lil' Haunted House in Texas | Nejlepší strašidelný dům v Texasu | Will Mackenzie    | Mike Montesano a Ted Zizik                                  | 28. října 2005          | 11. září 2009 |
| 99           | 7         | Have Your Cake                   | Ženská krev a mlíko               | Will Mackenzie    | Kevin Abbot                                                 | 4. listopadu 2005       | 14. září 2009 |
| 100          | 8         | Grannies Gone Wild               | Barbra Jean členkou poroty        | Will Mackenzie    | Pat Bullard a Chris Atwood                                  | 11. listopadu 2005      | 15. září 2009 |
| 101          | 9         | Invasion                         | Invaze                            | Robbie Countryman | Matt Berry                                                  | 18. listopadu 2005      | 16. září 2009 |
| 102          | 10        | Issues                           | Problémy                          | Robbie Countryman | Christopher Case                                            | 9. prosince 2005        | 17. září 2009 |
| 103          | 11        | Brock's Got Stones               | Ledvinový kámen                   | Marian Deaton     | Pat Bullard                                                 | 13. ledna 2006          | 18. září 2009 |
| 104          | 12        | Parenting with Puppets           | I muži mají své dny               | Will Mackenzie    | námět: Mike Montesano scénář: Clarence Pruitt a Aimee Jones | 20. ledna 2006          | 21. září 2009 |
| 105          | 13        | Don't Mess with Taxes            | S berňákem nejsou žádné žerty     | Will Mackenzie    | Donald Beck                                                 | 27. ledna 2006          | 22. září 2009 |
| 106          | 14        | The Goodbye Guy                  | Brock na útěku                    | Bob Krakower      | Christopher Case                                            | 3. února 2006           | 23. září 2009 |
| 107          | 15        | Money Blues                      | Deník výdajů                      | Christopher Rich  | Matt Berry                                                  | 17. února 2006          | 24. září 2009 |
| 108          | 16        | The Trouble with Dr. Hunky       | Trable s doktorem                 | Christopher Rich  | Kevin Abbott a Pat Bullard                                  | 24. února 2006          | 25. září 2009 |
| 109          | 17        | Reba the Landlord                | Paní domácí                       | Robbie Countryman | Patti Carr a Lara Runnels                                   | 17. března 2006         | 29. září 2009 |
| 110          | 18        | The Blond Leading the Blind      | Blondýna dohlíží na slepou        | Will Mackenzie    | Kevin Abbott a Matt Berry                                   | 24. března 2006         | 30. září 2009 |
| 111          | 19        | Here We Go Again                 | Jsme tam, kde jsme byli           | Robbie Countryman | Christopher Case                                            | 14. dubna 2006          | 1. října 2009 |
| 112          | 20        | Red Alert                        | Stará dobrá klasika               | Will Mackenzie    | Pat Bullard                                                 | 21. dubna 2006          | 2. října 2009 |
| 113          | 21        | Two Weddings and a Funeral       | Dvě svatby a pohřeb               | Will Mackenzie    | Chris Atwood                                                | 28. dubna 2006          | 5. října 2009 |
| 114          | 22        | Reba's Heart                     | Operace                           | Will Mackenzie    | Donald Beck                                                 | 5. května 2006          | 6. října 2009 |

### Šestá řada (2006–2007)
| Č. v seriálu | Č. v řadě | Původní název        | Český název             | Režie             | Scénář           | Premiéra v USA (The CW) | Premiéra v ČR  |
| ------------ | --------- | -------------------- | ----------------------- | ----------------- | ---------------- | ----------------------- | -------------- |
| 115          | 1         | Let's Get Physical   | Jde se cvičit           | Will Mackenzie    | Kevin Abbott     | 19. listopadu 2006      | 7. října 2009  |
| 116          | 2         | Just Business        | Nic než byznys          | Will Mackenzie    | Matt Berry       | 19. listopadu 2006      | 8. října 2009  |
| 117          | 3         | Trading Spaces       | Nová kancelář           | Christopher Rich  | Donald Beck      | 26. listopadu 2006      | 9. října 2009  |
| 118          | 4         | Roll With It         | Smiř se s tím           | Christopher Rich  | Pat Bullard      | 3. prosince 2006        | 12. října 2009 |
| 119          | 5         | The Break-Up         | Rozchod                 | Christopher Rich  | Christopher Case | 10. prosince 2006       | 13. října 2009 |
| 120          | 6         | Sweet Child O' Mine  | Moje drahé dítě         | Robbie Countryman | Ed Yeager        | 17. prosince 2006       | 14. října 2009 |
| 121          | 7         | Locked and Loaded    | Vždy připraven          | Robbie Countryman | Chris Atwood     | 7. ledna 2007           | 15. října 2009 |
| 122          | 8         | As We Forgive Those… | Jako my odpouštíme těm… | Robbie Countryman | Matt Berry       | 14. ledna 2007          | 16. října 2009 |
| 123          | 9         | Bullets Over Brock   | Trefa do Brocka         | Robbie Countryman | Christopher Case | 21. ledna 2007          | 19. října 2009 |
| 124          | 10        | Cheyenne's Rival     | Cheyennina rivalka      | Will Mackenzie    | Donald Beck      | 28. ledna 2007          | 20. října 2009 |
| 125          | 11        | She's with the Band  | Kyra a její kapela      | Will Mackenzie    | Chris Atwood     | 11. února 2007          | 21. října 2009 |
| 126          | 12        | The Housewarming     | Zabydlování             | Will Mackenzie    | Pat Bullard      | 18. února 2007          | 22. října 2009 |
| 127          | 13        | The Kids Are Alright | Děti to zvládnou        | Will Mackenzie    | Chris Atwood     | 18. února 2007          | 23. října 2009 |